# Bokoro (Burkina Faso)
Pour les articles homonymes, voir Bokoro.
Bokoro est une commune située dans le département de Djibasso de la province de Kossi au Burkina Faso.